# Simpang Lhee (Manyak Payed)
Simpang Lhee is een bestuurslaag in het regentschap Aceh Tamiang van de provincie Atjeh, Indonesië. Simpang Lhee telt 1012 inwoners (volkstelling 2010).